# Slavko Vinčić
Slavko Vinčić (25 november 1979) is een Sloveens voetbalscheidsrechter. Hij is in dienst van FIFA en UEFA sinds 2010. Ook leidt hij wedstrijden in de Prva Liga.
Op 8 juli 2010 leidde Vinčić zijn eerste wedstrijden in Europees verband. Het duel tussen Fylkir Reykjavík en Torpedo Zhodino in de voorronde van de UEFA Europa League eindigde in 1–3 en de Sloveense leidsman trok driemaal een gele kaart. Zijn eerste interland had hij gefloten op 23 maart 2010, toen Kroatië met 2–0 won van Wales.
In mei 2022 werd hij gekozen als een van de scheidsrechters die actief zouden zijn op het WK 2022 in Qatar. Tijdens dit toernooi leidde hij twee wedstrijden. In april 2024 werd hij opgenomen op de lijst van scheidsrechters voor het EK 2024 in Duitsland. Tijdens het toernooi floot hij twee groepswedstrijden en een halve finale.

## Interlands
| Datum             | Plaats                    | Wedstrijd                   | Uitslag            | Competitie             | Kreeg geel | Kreeg voor de tweede keer geel en dus rood | Weggestuurd |
| ----------------- | ------------------------- | --------------------------- | ------------------ | ---------------------- | ---------- | ------------------------------------------ | ----------- |
| 23 mei 2010       | Osijek, Kroatië           | Kroatië – Wales             | 2 – 0              | Vriendschappelijk      | 2          | 0                                          | 0           |
| 15 november 2011  | Prilep, Macedonië         | Macedonië – Albanië         | 0 – 0              | Vriendschappelijk      | 6          | 0                                          | 0           |
| 12 oktober 2012   | Vaduz, Liechtenstein      | Liechtenstein – Litouwen    | 0 – 2              | WK 2014 kwalificatie   | 8          | 0                                          | 0           |
| 9 september 2014  | Andorra la Vella, Andorra | Andorra – Wales             | 1 – 2              | EK 2016 kwalificatie   | 8          | 0                                          | 0           |
| 18 november 2014  | Boekarest, Roemenië       | Roemenië – Denemarken       | 2 – 0              | Vriendschappelijk      | 1          | 0                                          | 0           |
| 8 september 2015  | Barysaw, Wit-Rusland      | Wit-Rusland – Luxemburg     | 2 – 0              | EK 2016 kwalificatie   | 1          | 0                                          | 0           |
| 8 oktober 2015    | Nice, Frankrijk           | Frankrijk – Armenië         | 4 – 0              | Vriendschappelijk      | 3          | 0                                          | 0           |
| 6 september 2016  | Tórshavn, Faeröer         | Faeröer – Hongarije         | 0 – 0              | WK 2018 kwalificatie   | 4          | 0                                          | 0           |
| 24 maart 2017     | Palermo, Italië           | Italië – Albanië            | 2 – 0              | WK 2018 kwalificatie   | 5          | 0                                          | 0           |
| 7 juni 2017       | Murcia, Spanje            | Spanje – Colombia           | 2 – 2              | Vriendschappelijk      | 6          | 0                                          | 0           |
| 23 maart 2018     | Antalya, Turkije          | Turkije – Ierland           | 1 – 0              | Vriendschappelijk      | 3          | 0                                          | 0           |
| 8 juni 2018       | Leverkusen, Duitsland     | Duitsland – Saoedi-Arabië   | 2 – 1              | Vriendschappelijk      | 1          | 0                                          | 0           |
| 13 oktober 2018   | Trnava, Slowakije         | Slowakije – Tsjechië        | 1 – 2              | Nations League 2018/19 | 6          | 0                                          | 0           |
| 15 november 2018  | Dublin, Ierland           | Ierland – Noord-Ierland     | 0 – 0              | Vriendschappelijk      | 3          | 0                                          | 0           |
| 18 november 2018  | Boedapest, Hongarije      | Hongarije – Finland         | 2 – 0              | Nations League 2018/19 | 5          | 0                                          | 0           |
| 24 maart 2019     | Astana, Kazachstan        | Kazachstan – Rusland        | 0 – 4              | EK 2020 kwalificatie   | 5          | 0                                          | 0           |
| 8 september 2019  | Solna, Zweden             | Zweden – Noorwegen          | 1 – 1              | EK 2020 kwalificatie   | 3          | 0                                          | 0           |
| 4 september 2020  | Glasgow, Schotland        | Schotland – Israël          | 1 – 1              | Nations League 2020/21 | 2          | 0                                          | 0           |
| 13 oktober 2019   | Bratislava, Slowakije     | Slowakije – Paraguay        | 1 – 1              | Vriendschappelijk      | 4          | 0                                          | 0           |
| 17 november 2019  | Tirana, Albanië           | Albanië – Frankrijk         | 0 – 2              | EK 2020 kwalificatie   | 2          | 0                                          | 0           |
| 11 november 2020  | Istanboel, Turkije        | Turkije – Kroatië           | 3 – 3              | Vriendschappelijk      | 2          | 0                                          | 0           |
| 18 november 2020  | Leuven, België            | België – Denemarken         | 4 – 2              | Nations League 2020/21 | 1          | 0                                          | 0           |
| 28 maart 2021     | Sofia, Bulgarije          | Bulgarije – Italië          | 0 – 2              | WK 2022 kwalificatie   | 5          | 0                                          | 0           |
| 14 juni 2021      | Sevilla, Spanje           | Spanje – Zweden             | 0 – 0              | EK 2020                | 1          | 0                                          | 0           |
| 20 juni 2021      | Bakoe, Azerbeidzjan       | Zwitserland – Turkije       | 3 – 1              | EK 2020                | 4          | 0                                          | 0           |
| 2 juli 2021       | München, Duitsland        | België – Italië             | 1 – 2              | EK 2020                | 3          | 0                                          | 0           |
| 4 september 2021  | Kiev, Oekraïne            | Oekraïne – Frankrijk        | 1 – 1              | WK 2022 kwalificatie   | 3          | 0                                          | 0           |
| 9 oktober 2021    | Lancy, Zwitserland        | Zwitserland – Noord-Ierland | 2 – 0              | WK 2022 kwalificatie   | 4          | 1                                          | 0           |
| 13 juni 2022      | Ar Rayyan, Qatar          | Australië – Peru            | 0 – 0 (5 – 4 n.s.) | WK 2022 kwalificatie   | 2          | 0                                          | 0           |
| 23 september 2022 | Leipzig, Duitsland        | Duitsland – Hongarije       | 0 – 1              | Nations League 2022/23 | 3          | 0                                          | 0           |
| 22 november 2022  | Lusail, Qatar             | Argentinië – Saoedi-Arabië  | 1 – 2              | WK 2022                | 6          | 0                                          | 0           |
| 29 november 2022  | Ar Rayyan, Qatar          | Wales – Engeland            | 0 – 3              | WK 2022                | 2          | 0                                          | 0           |
| 27 maart 2023     | Warschau, Polen           | Polen – Albanië             | 1 – 0              | EK 2024 kwalificatie   | 3          | 0                                          | 0           |
| 15 juni 2023      | Enschede, Nederland       | Spanje – Italië             | 2 – 1              | Nations League 2022/23 | 5          | 0                                          | 0           |
| 9 september 2023  | Boekarest, Roemenië       | Roemenië – Israël           | 1 – 1              | EK 2024 kwalificatie   | 4          | 0                                          | 0           |
| 14 oktober 2023   | Praag, Tsjechië           | Oekraïne – Noord-Macedonië  | 2 – 0              | EK 2024 kwalificatie   | 4          | 0                                          | 0           |
| 21 november 2023  | Wenen, Oostenrijk         | Oostenrijk – Duitsland      | 2 – 0              | Vriendschappelijk      | 2          | 0                                          | 1           |
| 21 maart 2024     | Warschau, Polen           | Polen – Estland             | 5 – 1              | EK 2024 kwalificatie   | 2          | 1                                          | 0           |
| 15 juni 2024      | Keulen, Duitsland         | Hongarije – Zwitserland     | 1 – 3              | EK 2024                | 4          | 0                                          | 0           |
| 20 juni 2024      | Gelsenkirchen, Duitsland  | Spanje – Italië             | 1 – 0              | EK 2024                | 5          | 0                                          | 0           |
| 9 juli 2024       | München, Duitsland        | Spanje – Frankrijk          | 2 – 1              | EK 2024                | 4          | 0                                          | 0           |
| 14 oktober 2024   | München, Duitsland        | Duitsland – Nederland       | 1 – 0              | Nations League 2024/25 | 6          | 0                                          | 0           |
| 17 november 2024  | Milaan, Italië            | Italië – Frankrijk          | 1 – 3              | Nations League 2024/25 | 3          | 0                                          | 0           |
| 23 maart 2025     | Lissabon, Portugal        | Portugal – Denemarken       | 5 – 2 n.v.         | Nations League 2024/25 | 6          | 0                                          | 0           |
| 4 juni 2025       | München, Duitsland        | Duitsland – Portugal        | 1 – 2              | Nations League 2024/25 | 5          | 0                                          | 0           |

Laatst bijgewerkt op 5 juni 2025.